# Медаль Стюарта Баллантайна
Меда́ль Стю́арта Балланта́йна (англ. Stuart Ballantine Medal) — нагорода за наукові і технічні досягнення, що вручалась з 1947 до 1993 року Інститутом Франкліна (Філадельфія, штат Пенсільванія, США). Нагороду назвали на честь американського винахідника Стюарта Баллантайна. Її лауреатами були відомі науковці, у тому числі 11 лауреатів Нобелівської премії.
З 1998 року вручаються Медалі Бенджаміна Франкліна — набір з нагород за досягнення у різних галузях.

## Лауреати
Список лауреатів Медалі Стюарта Баллантайна:
- 1947 — Джордж Кларк Саутворт[en] (фізика)
- 1948 — Реймонд Девіс Келл[en] (інженерія)
- 1949 — Щелкунов Сергій Олександрович[en] (фізика)
- 1952 —  Джон Бардін (фізика)
- 1952 —  Волтер Гаузер Браттейн (фізика)
- 1953 — David G. C. Luck (інженерія)
- 1954 — Kenneth Alva Norton (інженерія)
- 1955 — Клод Шеннон (комп'ютерні та когнітивні науки)
- 1956 — Кеннет Буллінгтон[en] (фізика)
- 1957 — Роберт Морріс Пейдж[en] (інженерія)
- 1957 —  Лео Кліффорд Янг[en] (інженерія)
- 1958 —  Гаральд Трап Фрііс[en] (інженерія)
- 1959 — Альюерт Тейлор[en] (інженерія)
- 1959 —  Чарлз Гард Таунс (фізика)
- 1960 — Рудольф Компфнер[en] (інженерія)
- 1960 — Гаррі Найквіст (інженерія)
- 1960 — Джон Пірс (інженерія)
- 1961 —  Лео Есакі (інженерія)
- 1961 —  Ніколас Бломберген (фізика)
- 1961 — H. E. Derrick Scovill (фізика)
- 1962 — Алі Джаван[en] (фізика)
- 1962 — Теодор Майман (фізика)
- 1962 —  Артур Леонард Шавлов (фізика)
- 1962 —  Чарлз Гард Таунс (фізика)
- 1963 — Артур Кларк (інженерія)
- 1965 — Гомер Волтер Дадлі[en] (інженерія)
- 1965 — Алек Гарлі Рівз[en] (інженерія)
- 1966 — Роберт Нойс (комп'ютерні та когнітивні науки)
- 1966 —  Джек Кілбі (інженерія)
- 1967 — Джек Норвал Джеймс[en] (інженерія)
- 1967 — Роберт Паркс[en] (інженерія)
- 1968 — Чандра Кумар Наранбхай Пател[en] (фізика)
- 1969 — Еммет Лейт[en] (фізика)
- 1971 —  Алфьоров Жорес Іванович (фізика)
- 1972 — Деніел Ерл Нобл[en] (інженерія)
- 1973 — Ендрю Бобек[en] (комп'ютерні та когнітивні науки)
- 1973 —  Віллард Бойл (комп'ютерні та когнітивні науки)
- 1973 —  Джордж Сміт (комп'ютерні та когнітивні науки)
- 1975 — Bernard C. De Loach, Jr. (інженерія)
- 1975 — Мохамед Аталла[en] (фізика)
- 1975 — Девон Кан[en] (фізика)
- 1977 —  Чарльз Куен Као (інженерія)
- 1977 — Стюарт Міллер[en] (інженерія)
- 1979 — Тед Гофф (комп'ютерні та когнітивні науки)
- 1979 — Бенджамін Абелес[en] (інженерія)
- 1979 — George D. Cody (інженерія)
- 1981 — Амос Едвард Джоел[en] (інженерія)
- 1983 — Adam Lender (комп'ютерні та когнітивні науки)
- 1986 — Лінн Молленауер[en] (інженерія)
- 1989 — Джон Мейді[en] (фізика)
- 1992 — Рольф Ландуер[en] (фізика)
- 1993 —  Лерой Чанг[en] (фізика)